# Ochrilidia tibialis
Ochrilidia tibialis är en insektsart som först beskrevs av Franz Xaver Fieber 1853.  Ochrilidia tibialis ingår i släktet Ochrilidia och familjen gräshoppor. Inga underarter finns listade i Catalogue of Life.